# 莴笋花
莴笋花（学名：Costus lacerus）为姜科闭鞘姜属下的一个种。